# 滋阳县 (隋朝)
滋阳县，隋朝时设置的县。
析行唐县置，属冀州恒山郡，以在滋水之北而名；唐朝武德四年（621年）置玉城县，五年滋阳县省入玉城县（玉城县后更名行唐县，属镇州常山郡）。在今河北省行唐县西。